# John Nay
John R. Nay (Louisiana, 1953) is een Amerikaans diplomaat. Hij was van 2009 tot 2012 ambassadeur in Suriname.

## Biografie
John Nay werd geboren in de staat Louisiana en groeide op in Battle Creek in de staat Michigan waar hij naar een school van de Zevendedagsadventisten ging. Hij behaalde zijn bachelorgraad in 1976 en zijn master een jaar later, beide aan de adventisten-gezindte Andrews University in Berrien Springs in het vak geschiedenis. Vervolgens behaalde hij eind jaren 1990 nog een masterdiploma in nationale veiligheidsstrategie aan de National Defense University. Ondertussen werkte hij in 1974 als leraar Engels in een zending van adventisten in Japan. Hier ontwikkelde hij zijn interesse voor de wereld die hem motiveerde voor een loopbaan in diplomatieke dienst. In 1977 maakte zijn start bij het ministerie van Buitenlandse Zaken.
Van 1978 tot 1980 werkte hij in Taiwan en aansluitend tot 1982 in Singapore. Vervolgens was hij drie jaar terug in de VS om analytisch werk te doen over Cambodja en Noord-Korea. Vervolgens werkte hij van 1985 tot 1989 op het consulaat-generaal in Calgary, Canada. Hij keerde korte tijd terug naar de VS en was van 1990 tot 1993 leidinggevende aan het American Institute in Taiwan, tot 1995 van de Pacific Island Affairs in Washington D.C. en werkte vervolgens tot 1999 op het thema zuidelijk Afrika vanuit Johannesburg, Zuid-Afrika. Vervolgens was hij drie jaar lang in New Delhi, India. Van 2002 tot 2006 werkte hij opnieuw in Washington en vervolgens drie jaar lang als consul-generaal in Toronto, Canada.
Van 16 oktober 2009 (benoemd op 28 juli 2009) tot 3 september 2012 was hij ambassadeur in Suriname. Hij zette het beleid voort om een gunstige opinie over de Verenigde Staten neer te zetten door raakvlakken van beide landen te onderstrepen. Een belangrijk instrument hierin vormde het uitnodigen van Amerikaanse musici naar Suriname voor het geven van workshops en optredens. Ook hield hij Friendship walks onder de leus Taking steps for the environment, waarbij hij voor wandelingen met de lokale bevolking elk district afreisde.

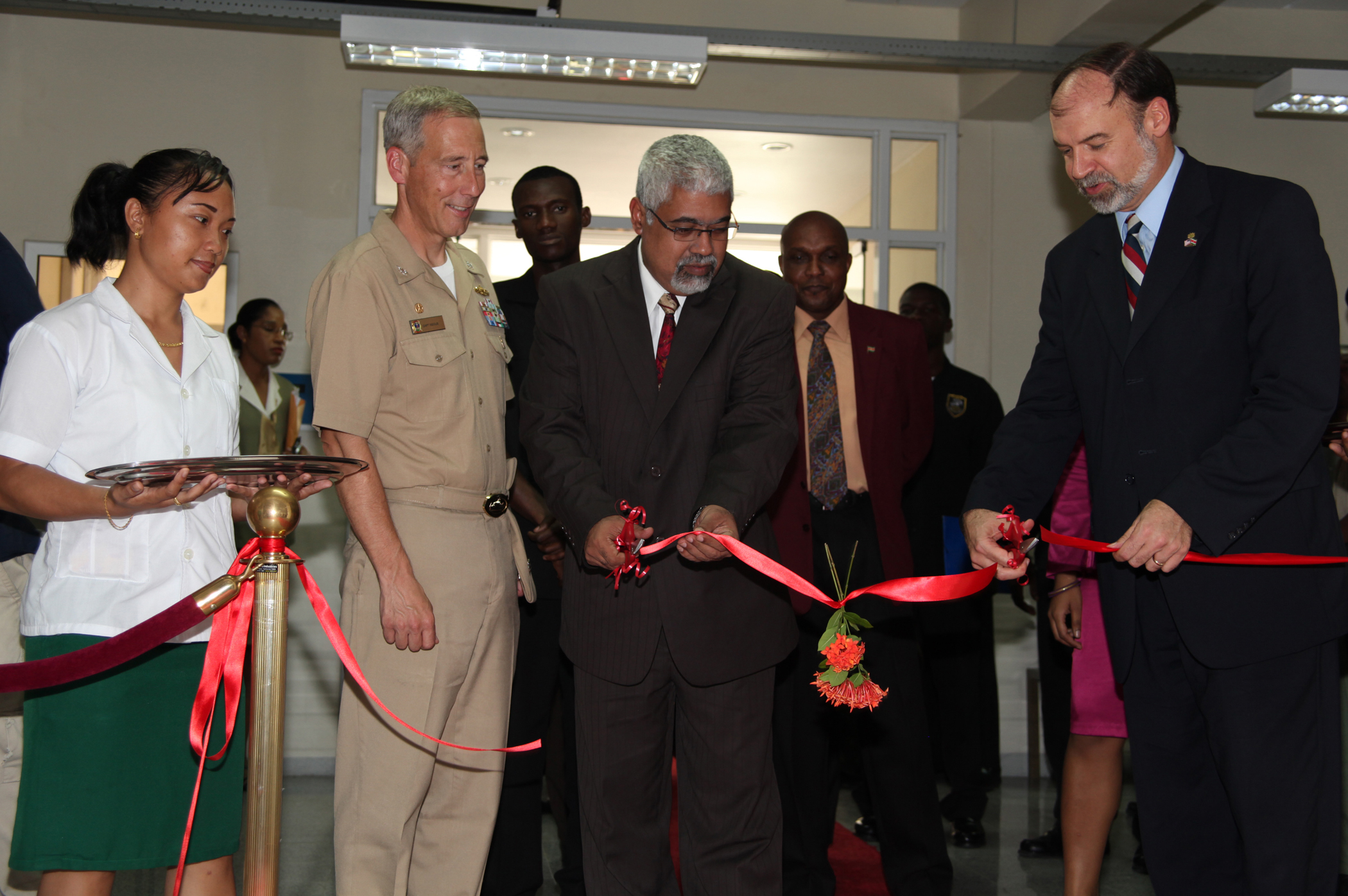
Vicepresident Ameerali knipt het lint door in bijzijn van Nay, oktober 2010